# غطاس خوري
غطاس خوري (1952 -)، سياسي وجراح لبناني ونائب سابق في البرلمان.

## مسيرته
يشغل منصب وزير الثقافة منذ 2016. درس الطب في جامعة مدريد، وتخصص في جراحة الشرايين والجراحة العامة من المملكة المتحدة، ويعمل بروفيسور بالجراحة في مستشفى الجامعة الأميركية في بيروت. في فترة من الفترات انتخب نقيبًا للأطباء في لبنان. انتخب بعام 2000 نائبًا بالبرلمان اللبناني عن المقعد الماروني عن دائرة بيروت. لم يترشح للانتخابات النيابية لعام 2005 وذلك بعد أن قرر الانسحاب لصالح صولانج الجميل المتحالفة مع قائمة تيار المستقبل المنتمي له. ترشح لانتخابات عام 2009 عن المقعد الماروني في دائرة الشوف كمستقل، لكنه لم يستطع تحقيق النجاح.

## حياته العائلية
متزوج من الدكتورة سمر جبور (سمر خوري بعد الزواج)، وهي سورية من منطقة صافيتا وتنتمي إلى الطائفة الأرثوذكسية، ولديهم ابنتان:
- جيني.
- جوانا.